# Olympische Sommerspiele 1984/Kanu – Zweier-Canadier 1000 m (Männer)
Die Wettkämpfe im Zweier-Canadier über 1000 Meter bei den Olympischen Sommerspielen 1984 wurden vom  7. bis 11. August auf dem Lake Casitas ausgetragen.
Es wurden zwei Vorläufe, ein Halbfinale und ein Finale ausgetragen.
Olympiasieger wurde das Boot aus Rumänien.

## Ergebnisse

### Vorläufe
Die jeweils ersten drei Boote qualifizierten sich direkt für das Finale, die restlichen Boote für das Halbfinale.

#### Vorlauf 1
| Rang | Athleten                       | Nation         | Zeit        |
| ---- | ------------------------------ | -------------- | ----------- |
| 1    | Ivan Patzaichin Toma Simionov  | Rumänien       | 3:47,60 min |
| 2    | Stephen Train Andrew Train     | Großbritannien | 3:59,70 min |
| 3    | Wolfram Faust Ralf Wienand     | BR Deutschland | 4:01,73 min |
| 4    | Arturo Ferrer Víctor Velasco   | Mexiko         | 4:03,75 min |
| 5    | Shusei Fukuzato Hiroyuki Izumi | Japan          | 4:05,26 min |

#### Vorlauf 2
| Rang | Athleten                       | Nation             | Zeit        |
| ---- | ------------------------------ | ------------------ | ----------- |
| 1    | Matija Ljubek Mirko Nišović    | Jugoslawien        | 3:50,78 min |
| 2    | Didier Hoyer Éric Renaud       | Frankreich         | 3:52,71 min |
| 3    | John Plankenhorn Rodney McLain | Vereinigte Staaten | 3:55,38 min |
| 4    | Steve Botting Eric Smith       | Kanada             | 3:56,60 min |
| 5    | Enrique Míguez Narciso Suárez  | Spanien            | 3:56,70 min |

### Halbfinallauf
Die ersten drei Boote des Halbfinals erreichten das Finale.
| Rang | Athleten                       | Nation  | Zeit        |
| ---- | ------------------------------ | ------- | ----------- |
| 1    | Enrique Míguez Narciso Suárez  | Spanien | 3:53,83 min |
| 2    | Steve Botting Eric Smith       | Kanada  | 3:54,49 min |
| 3    | Arturo Ferrer Víctor Velasco   | Mexiko  | 3:58,70 min |
| 4    | Shusei Fukuzato Hiroyuki Izumi | Japan   | 4:10,77 min |

### Finale
| Rang | Athleten                       | Nation             | Zeit        |
| ---- | ------------------------------ | ------------------ | ----------- |
| 1    | Ivan Patzaichin Toma Simionov  | Rumänien           | 3:40,60 min |
| 2    | Matija Ljubek Mirko Nišović    | Jugoslawien        | 3:41,65 min |
| 3    | Didier Hoyer Éric Renaud       | Frankreich         | 3:48,01 min |
| 4    | Wolfram Faust Ralf Wienand     | BR Deutschland     | 3:52,69 min |
| 5    | John Plankenhorn Rodney McLain | Vereinigte Staaten | 3:52,72 min |
| 6    | Enrique Míguez Narciso Suárez  | Spanien            | 3:56,92 min |
| 7    | Steve Botting Eric Smith       | Kanada             | 3:56,99 min |
| 8    | Arturo Ferrer Víctor Velasco   | Mexiko             | 3:56,99 min |
| 9    | Stephen Train Andrew Train     | Großbritannien     | 3:58,62 min |

## Weblink
- Ergebnisse